# Hommage
Hommage é o décimo álbum da carreira de cantor do ex-tenista francês Yannick Noah. O álbum, lançado em 2012, foi dedicado ao cantor jamaicano Bob Marley.

## Faixas
01 – Burnin’ And Lootin’

02 – Easy Skankin

03 – Redemption Song

04 – Could You Be Loved

05 – Jamming

06 – War No More Trouble

07 – Buffalo Soldier

08 – I Shot The Sheriff

09 – Crazy Baldheads

10 – Africa Unite

11 – Natural Mystic

## Desempenho nas Paradas Musicais
| Ano  | Álbum   | Paradas Musicais | Paradas Musicais | Paradas Musicais | Notas | Certificações |
| Ano  | Álbum   | França           | Bélgica          | Suíça            | Notas | Certificações |
| ---- | ------- | ---------------- | ---------------- | ---------------- | ----- | ------------- |
| 2012 | Hommage | 1                | 1                | 19               |       |               |

### Singles
| Ano  | Single            | Paradas Musicais | Paradas Musicais | Paradas Musicais | Certificações | Álbum |
| Ano  | Single            | França           | Bélgica          | Suíça            | Certificações | Álbum |
| ---- | ----------------- | ---------------- | ---------------- | ---------------- | ------------- | ----- |
| 2012 | "Redemption Song" | 48               | 33               | —                |               |       |